# Orrilo
Orrilo è un personaggio dell' Orlando innamorato e dell' Orlando Furioso. 

## Il personaggio
Orrilo è un gigantesco ladrone che vive in una torre presso la foce del Nilo, difesa da coccodrilli; può perire solo se gli viene reciso un capello fatato.
Nell'opera boiardesca, Orrilo aizza uno dei suoi coccodrilli contro Grifone e Aquilante, i due giovani eroi cristiani figli di Oliviero.
Il poema di Ariosto, invece, narra la morte del ladrone. Il paladino Astolfo, dopo essere riuscito a fuggire dall'isola della fata Alcina, fa ritorno in Occidente per portare aiuto a Carlo Magno assediato dai Saraceni in Parigi. Giunto in Egitto, decide di affrontare Orrilo e lo decapita, venendo prontamente inseguito dal busto del gigante; riuscito ad allontanarsi, si mette a scotennare il capo di Orrilo, spezzando così tutti i capelli, compreso quello che lo teneva in vita: la testa e il tronco del ladrone cadranno quindi immediatamente a terra, esaurendo le funzioni vitali.
Il motivo del capello fatato è desunto dalla mitologia classica, con gli episodi del re Niso di Megara (di cui parla anche Ovidio nelle Metamorfosi) e del re Pterelao di Tafo, entrambi traditi da una figlia.